# 譙蜀
譙蜀（405年－413年），或稱西蜀、後蜀，十六國時期由漢人譙縱建立的政權，不屬於傳統定義下的十六國之一，其統治地區大抵以四川盆地為範圍。

## 历史
東晉安帝義熙元年（405年），益州軍隊受命東下討伐攻陷江陵、俘虜安帝的桓振，由於蜀軍不願離鄉別井，因此發生兵變，變軍脅迫時任參軍的譙縱當首領，之後又攻陷成都，譙縱稱成都王，譙蜀建立。
譙蜀原不具立國條件，其能獨立一隅乃因桓氏在長江中游為亂，東晉對長江上游的控制力減弱所致。譙蜀君臣亦深明此點，因此於407年向後秦自稱藩屬，408年東晉攻譙蜀，因後秦的援助及東晉軍糧盡而獲勝。409年，後秦天王姚興封譙縱為蜀王。
413年，東晉於數年準備後，太尉劉裕以朱齡石為帥再伐譙蜀，蜀軍望風而潰，成都陷，譙縱自殺，譙蜀亡。

## 州郡列表
益州
- 蜀郡
  - 成都县（今四川省成都市）、郫县、繁县、牛鞞县
- 犍为郡
  - 武阳县（今四川省眉山市彭山区双河乡北）、南安县、资中县、僰道县
- 汶山郡
  - 汶山县（今四川省茂县北）、都安县、兴乐县、平康县、蚕陵县、广柔县
- 越巂郡
  - 邛都县（今四川省西昌市东南）、会无县、卑水县、定莋县、台登县
- 江阳郡
  - 江阳县（今四川省泸州市江阳区）、汉安县、绵水县、常安县
- 晋原郡
  - 江原县（今四川省崇州市西北）、临邛县、汉嘉县、徙阳县、晋乐县
- 宁蜀郡
  - 广都县（今四川省成都市双流县西北）

梁州
- 梓潼郡
  - 涪城县（今四川省三台县花园镇涪城村）、梓潼县、汉德县、武连县
- 晋寿郡
  - 晋寿县（今四川省广元市昭化区南）、白水县、兴安县、邵欢县
- 广汉郡
  - 雒县（今四川省广汉市北）、什邡县、五城县、新都县、郪县、阳泉县
- 遂宁郡
  - 巴兴县（今四川省蓬溪县西南）、德阳县、广汉县、小溪县、晋兴县
- 晋熙郡
  - 晋熙县、苌阳县
- 晋宁郡
- 巴西郡
  - 阆中县（今四川省阆中市）、西充国县、南充国县、安汉县、平州县、益昌县
- 宕渠郡
  - 宕渠县（今四川省营山县黄渡镇宕渠故城）、汉兴县
- 晋昌郡
  - 长乐县、安晋县、延寿县、安乐县、宣汉县、宁都县、新兴县、吉阳县、东关县、永安县
- 阴平郡
  - 绵竹县（今四川省绵竹市东南）、阴平县

巴州
- 巴东郡
  - 鱼复县（今重庆市奉节县东）、朐䏰县、南浦县、汉丰县
- 巴郡
  - 江州县（今重庆市渝中区）、垫江县、临江县、枳县